# 4.ª etapa da Volta a Espanha de 2019
A 4.ª etapa da Volta a Espanha de 2019 teve lugar a 27 de agosto de 2019 entre Cullera e El Puig sobre um percurso de 175,5 km e foi vencida ao sprint pelo neerlandês Fabio Jakobsen da Deceuninck-Quick Step. O irlandês Nicolas Roche conseguiu manter o maillot vermelho.

## Classificação da etapa
| \| Classificação por etapas \| Classificação por etapas \| Classificação por etapas \| Classificação por etapas \| Classificação por etapas \| \| Ciclista \| Ciclista \| Equipe \| Tempo \| \| \| ------------------------ \| ------------------------ \| ------------------------ \| ------------------------ \| ------------------------ \| \| 1. \| Fabio Jakobsen \| Deceuninck-Quick Step \| 4h04m16s \| \| \| 2. \| Sam Bennett \| Bora-Hansgrohe \| + 0s \| \| \| 3. \| Fernando Gaviria \| UAE Team Emirates \| + 0s \| \| \| 4. \| Luka Mezgec \| Mitchelton-Scott \| + 0s \| \| \| 5. \| Marc Sarreau \| Groupama-FDJ \| + 0s \| \| \| 6. \| Szymon Sajnok \| CCC Team \| + 0s \| \| \| 7. \| Edvald Boasson Hagen \| Dimension Data \| + 0s \| \| \| 8. \| Jon Aberasturi \| Caja Rural-Seguros RGA \| + 0s \| \| \| 9. \| Clément Venturini \| AG2R La Mondiale \| + 0s \| \| \| 10. \| Maximiliano Richeze \| Deceuninck-Quick Step \| + 0s \| \| |                      |                        |          |
| |                      |                        |          |
| Fonte: ProCyclingStats |                      |                        |          |
| Classificação por etapas |                      |                        |          |
| Ciclista | Ciclista             | Equipe                 | Tempo    |
| 1. | Fabio Jakobsen       | Deceuninck-Quick Step  | 4h04m16s |
| 2. | Sam Bennett          | Bora-Hansgrohe         | + 0s     |
| 3. | Fernando Gaviria     | UAE Team Emirates      | + 0s     |
| 4. | Luka Mezgec          | Mitchelton-Scott       | + 0s     |
| 5. | Marc Sarreau         | Groupama-FDJ           | + 0s     |
| 6. | Szymon Sajnok        | CCC Team               | + 0s     |
| 7. | Edvald Boasson Hagen | Dimension Data         | + 0s     |
| 8. | Jon Aberasturi       | Caja Rural-Seguros RGA | + 0s     |
| 9. | Clément Venturini    | AG2R La Mondiale       | + 0s     |
| 10. | Maximiliano Richeze  | Deceuninck-Quick Step  | + 0s     |

## Classificações ao final da etapa

### Classificação geral
| \| Classificação geral \| Classificação geral \| Classificação geral \| Classificação geral \| Classificação geral \| \| Ciclista \| Ciclista \| Equipe \| Tempo \| \| \| ------------------- \| ------------------- \| ------------------- \| ------------------- \| ------------------- \| \| 1. \| Nicolas Roche \| Team Sunweb \| 13h55m30s \| \| \| 2. \| Nairo Quintana \| Movistar Team \| + 2s \| \| \| 3. \| Rigoberto Urán \| EF Education First \| + 8s \| \| \| 4. \| Mikel Nieve \| Mitchelton-Scott \| + 22s \| \| \| 5. \| Miguel Ángel López \| Astana \| + 33s \| \| \| 6. \| Primož Roglič \| Team Jumbo-Visma \| + 35s \| \| \| 7. \| Sergio Higuita \| EF Education First \| + 37s \| \| \| 8. \| Wilco Kelderman \| Team Sunweb \| + 38s \| \| \| 9. \| Davide Formolo \| Bora-Hansgrohe \| + 46s \| \| \| 10. \| Rafał Majka \| Bora-Hansgrohe \| + 46s \| \| |                    |                    |           |
| |                    |                    |           |
| Fonte: ProCyclingStats |                    |                    |           |
| Classificação geral |                    |                    |           |
| Ciclista | Ciclista           | Equipe             | Tempo     |
| 1. | Nicolas Roche      | Team Sunweb        | 13h55m30s |
| 2. | Nairo Quintana     | Movistar Team      | + 2s      |
| 3. | Rigoberto Urán     | EF Education First | + 8s      |
| 4. | Mikel Nieve        | Mitchelton-Scott   | + 22s     |
| 5. | Miguel Ángel López | Astana             | + 33s     |
| 6. | Primož Roglič      | Team Jumbo-Visma   | + 35s     |
| 7. | Sergio Higuita     | EF Education First | + 37s     |
| 8. | Wilco Kelderman    | Team Sunweb        | + 38s     |
| 9. | Davide Formolo     | Bora-Hansgrohe     | + 46s     |
| 10. | Rafał Majka        | Bora-Hansgrohe     | + 46s     |

### Classificação por pontos
| Classificação por pontos | Classificação por pontos | Classificação por pontos | Classificação por pontos | Classificação por pontos |
| Ciclista                 | Ciclista                 | Equipe                   | Pontos                   |                          |
| ------------------------ | ------------------------ | ------------------------ | ------------------------ | ------------------------ |
| 1.                       | Sam Bennett              | Bora-Hansgrohe           | 45 pts                   |                          |
| 2.                       | Fabio Jakobsen           | Deceuninck-Quick Step    | 34 pts                   |                          |
| 3.                       | Nairo Quintana           | Movistar Team            | 25 pts                   |                          |
| 4.                       | Luka Mezgec              | Mitchelton-Scott         | 25 pts                   |                          |
| 5.                       | Edward Theuns            | Trek-Segafredo           | 22 pts                   |                          |
| 6.                       | Jon Aberasturi           | Caja Rural-Seguros RGA   | 22 pts                   |                          |
| 7.                       | Nicolas Roche            | Team Sunweb              | 20 pts                   |                          |
| 8.                       | Primož Roglič            | Team Jumbo-Visma         | 18 pts                   |                          |
| 9.                       | Szymon Sajnok            | CCC Team                 | 17 pts                   |                          |
| 10.                      | Marc Sarreau             | Groupama-FDJ             | 17 pts                   |                          |

### Classificação da montanha
| Classificação da montanha | Classificação da montanha | Classificação da montanha     | Classificação da montanha | Classificação da montanha |
| Ciclista                  | Ciclista                  | Equipe                        | Pontos                    |                           |
| ------------------------- | ------------------------- | ----------------------------- | ------------------------- | ------------------------- |
| 1.                        | Ángel Madrazo             | Burgos-BH                     | 15 pts                    |                           |
| 2.                        | Alejandro Valverde        | Movistar Team                 | 5 pts                     |                           |
| 3.                        | Sander Armée              | Lotto-Soudal                  | 4 pts                     |                           |
| 4.                        | Jelle Wallays             | Lotto-Soudal                  | 3 pts                     |                           |
| 5.                        | Pierre Latour             | AG2R La Mondiale              | 3 pts                     |                           |
| 6.                        | Jonathan Lastra           | Caja Rural-Seguros RGA        | 3 pts                     |                           |
| 7.                        | Ruben Guerreiro           | Katusha-Alpecin               | 2 pts                     |                           |
| 8.                        | Héctor Benito Sáez        | Euskadi Basque Country-Murias | 2 pts                     |                           |
| 9.                        | Jorge Cubero              | Burgos-BH                     | 2 pts                     |                           |
| 10.                       | George Bennett            | Team Jumbo-Visma              | 1 pt                      |                           |

### Classificação da combinada
| Classificação de combinados | Classificação de combinados | Classificação de combinados | Classificação de combinados | Classificação de combinados |
| Ciclista                    | Ciclista                    | Equipe                      | Pontos                      |                             |
| --------------------------- | --------------------------- | --------------------------- | --------------------------- | --------------------------- |

### Classificação dos jovens
| Classificação dos jovens | Classificação dos jovens | Classificação dos jovens | Classificação dos jovens | Classificação dos jovens |
| Ciclista                 | Ciclista                 | Equipe                   | Tempo                    |                          |
| ------------------------ | ------------------------ | ------------------------ | ------------------------ | ------------------------ |
| 1.                       | Miguel Ángel López       | Astana                   | 13h56m03s                |                          |
| 2.                       | Sergio Higuita           | EF Education First       | + 4s                     |                          |
| 3.                       | Alex Aranburu            | Caja Rural-Seguros RGA   | + 37s                    |                          |
| 4.                       | Tadej Pogačar            | UAE Team Emirates        | + 1m07s                  |                          |
| 5.                       | James Knox               | Deceuninck-Quick Step    | + 1m08s                  |                          |
| 6.                       | Hugh Carthy              | EF Education First       | + 1m13s                  |                          |
| 7.                       | Daniel Felipe Martínez   | EF Education First       | + 1m13s                  |                          |
| 8.                       | Kilian Frankiny          | Groupama-FDJ             | + 1m22s                  |                          |
| 9.                       | Mark Padun               | Bahrain-Merida           | + 1m32s                  |                          |
| 10.                      | Ruben Guerreiro          | Katusha-Alpecin          | + 1m39s                  |                          |

### Classificação por equipas
| Classificação por equipes | Classificação por equipes | Classificação por equipes | Classificação por equipes |
| Equipe                    | Equipe                    | Tempo                     |                           |
| ------------------------- | ------------------------- | ------------------------- | ------------------------- |
| 1.                        | Team Sunweb               | 41h19m06s                 |                           |
| 2.                        | EF Education First        | + 2s                      |                           |
| 3.                        | Movistar Team             | + 6s                      |                           |
| 4.                        | Mitchelton-Scott          | + 16s                     |                           |
| 5.                        | Team Jumbo-Visma          | + 35s                     |                           |
| 6.                        | UAE Team Emirates         | + 1m02s                   |                           |
| 7.                        | Astana                    | + 1m33s                   |                           |
| 8.                        | AG2R La Mondiale          | + 2m10s                   |                           |
| 9.                        | Caja Rural-Seguros RGA    | + 2m10s                   |                           |
| 10.                       | Deceuninck-Quick Step     | + 2m34s                   |                           |

## Abandonos
- Steven Kruijswijk, dolorido num joelho devido à queda sofrida na contrarrelógio inicial, abandonou durante o decorrer da etapa.[1]